# Supercoupe tchéco-slovaque de football
La Supercoupe tchéco-slovaque de football est une compétition de football créée en 2017, opposant le vainqueur de la coupe de Tchéquie au vainqueur de la coupe de Slovaquie.

## Palmarès
| Année | Lieu             | Vainqueur de la coupe de Tchéquie | Score            | Vainqueur de la coupe de Slovaquie |
| ----- | ---------------- | --------------------------------- | ---------------- | ---------------------------------- |
| 2017  | Uherské Hradiště | Fastav Zlín                       | 1-1 (6-5 t.a.b.) | Slovan Bratislava                  |
| 2018  | Annulé           | Annulé                            | Annulé           | Annulé                             |
| 2019  | Trnava           | Slavia Prague                     | 3-0              | Spartak Trnava                     |